# Euceros obliquus
Euceros obliquus är en stekelart som beskrevs av Barron 1976. Euceros obliquus ingår i släktet Euceros och familjen brokparasitsteklar. Inga underarter finns listade i Catalogue of Life.